# 少貳景資
少貳景資（1245年—1285年），日本鎌倉時代中期武将。鎌倉幕府御家人。少貳資能三子。又称武藤景資，通称三郎左衛門。肥後国守護代。

## 生涯
两次元日戰爭中他也是前綫将领，有名的是第一次在十月二十日博多射傷元軍征東左副都元帥劉復亨(流将公)，引起元將忻都退兵。第二次弘安之役他也親自參戰。
他父親死後，他與兄長經資、幕府官员之间不合，在岩門合戰中被殺，享年40。
竹崎季長的蒙古襲来繪詞也有他的場面。